# Teofil Zawieja
Teofil Antoni Zawieja OFM (ur. 25 maja 1913 w Śląskowie, zm. 3 stycznia 1983 w Chojnicach) – polski kapłan, franciszkanin, prowincjał.

## Życiorys
Teofil Zawieja należał do górnośląskiej Prowincji Wniebowzięcia NMP Zakonu Braci Mniejszych – Franciszkanów, której był prowincjałem w latach 1956–1968.
Rodzicami o. Zawieji byli Tomasz i Helena z domu Kacprzak. Zakonnik przyszedł na świat w Śląskowie w parafii Dubin, w województwie poznańskim. W 1926 wstąpił do Kolegium Serafickiego we Wronkach, od 1928 uczęszczał do Gimnazjum Państwowego w Rybniku, mieszkając w konwencie rybnickim. Do zakonu wstąpił w 1931. Po odbyciu rocznego nowicjatu 31 lipca 1932 złożył w Wieluniu pierwszą profesję. Studia filozoficzne odbył w Osiecznej, teologiczne we Wronkach. Święcenia kapłańskie przyjął 26 września 1937 z rąk biskupa Walentego Dymka.
Jako kapłan był najpierw sekretarzem prowincjała Antoniego Galikowskiego, mieszkając w klasztorze w Panewnikach. Lata II wojny światowej spędził w Borkach, przez kilka miesięcy w 1945 pełniąc urząd zarządcy parafii w Sternalicach koło Olesna. Po wojnie o. Teofil m.in. pomagał w bratniej prowincji św. Jadwigi we Wrocławiu, był mistrzem nowicjatu, przełożonym i odpowiedzialnym za remont klasztoru w Wieluniu.
O. Teofil Zawieja został wybrany prowincjałem na kapitule w 1956. Pełniąc ten urząd, wziął udział w kapitule generalnej zakonu w Porcjunkuli pod Asyżem w 1957, wizytował braci swojej prowincji pracujących w Kustodii Ziemi Świętej – oo. Jerzego Czembora OFM i Jacka Podlewskiego OFM. Podczas sprawowania przez o. Zawieję urzędu prowincjała miał miejsce w Rzymie sobór watykański II. Zgodnie z postanowieniami soborowymi zakon rozpoczął dzieło reformy. Za wprowadzenie zmian na terenie prowincji katowickiej był odpowiedzialny jako prowincjał o. Zawieja. W 1967 po raz drugi o. Zawieja wziął udział w kapitule generalnej w Rzymie.
Od 1968 o. Zawieja był kapelanem domu prowincjalnego i nowicjackiego franciszkanek w Orliku. W 1979 wizytował franciszkańską prowincję św. Jadwigi. Zmarł 3 stycznia 1983 w Chojnicach. Został pochowany na cmentarzu w Orliku.